# Charles Alfred Stothard

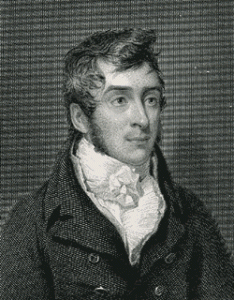
Charles Alfred Stothard

Charles Alfred Stothard (* 5. Juli 1786 in London; † 28. Mai 1821 in Bere Ferrers, Devon) war ein englischer Maler und Altertumsforscher (Antiquar).

## Leben
Der Sohn von Thomas Stothard studierte an der Royal Academy und stellte bereits 1811 ein Bild vom Tod Richards II. in Pontefract Castle aus. Seit 1810 beschäftigte er sich vor allem mit Kupferstichen. 1816 erhielt er von der Londoner Society of Antiquaries den Auftrag, den Teppich von Bayeux zu dokumentieren. 1819 wurde er Fellow dieser Gesellschaft. Am bekanntesten ist sein monumentales Werk Monumental Effigies of Great Britain, selected from our cathedrals and churches selected for the purpose of bringing together and preserving correct representations of the best historical illustrations extant, from the Norman Conquest to the reign of Henry the eighth (1811–1833), das größtenteils posthum von seiner Frau und deren Bruder herausgegeben wurde. Es zeigt mittelalterliche Grabmale aus allen Gegenden Englands.
1818 heiratete er Anna Eliza Kempe. Für ihr Buch über Reiseerinnerungen aus der Normandie fertigte er Illustrationen an. Stothard starb durch den Sturz von einer Leiter, als er in Bere Ferrers ein Kirchenfenster dokumentierte. Er wurde in Bere Ferrers begraben. Wenige Wochen nach seinem Tod wurde seine Tochter geboren.
Seine Witwe publizierte 1823 eine Biographie. In zweiter Ehe heiratete sie den Pfarrer Edward Atkyns Bray. Unter dem Namen Mrs. Bray veröffentlichte sie 1851 die zweibändige Biografie Thomas Stothards.

## Werke
- The tapestry of Bayeux. London, Society of Antiquaries. Vestusta Monumenta Bd. 6 mit 17 facsimile engravings.
- Monumental Effigies of Great Britain, selected from our cathedrals and churches selected for the purpose of bringing together and preserving correct representations of the best historical illustrations extant, from the Norman Conquest to the reign of Henry the eighth. London, 1817–1832, Alfred John Kempe.